# James H. Aveling
James Hobson Aveling (Cambridgeshire, 25 de enero de 1828 - Londres, 12 de diciembre de 1892) fue un obstetra y ginecólogo británico, autor e inventor de dispositivos médicos. Ejerció en el área de Sheffield y posteriormente en Londres, y fue instrumental en la fundación de dos hospitales de mujeres, el Sheffield Hospital for Women (uno de los primeros hospitales de este tipo en Inglaterra) y el Chelsea Hospital for Women. Abogó por una mejor capacitación y supervisión de las parteras. Un profesional innovador, fue uno de los primeros en usar cloroformo como anestésico en el parto y también experimentó con transfusiones de sangre. Sus inventos incluyen un dispositivo para tratar la inversión uterina. Escribió monografías médicas y libros sobre la historia de la obstetricia, entre los que destacan "Las parteras inglesas: su historia y perspectivas" (1872) y "Las Chemberlen y los fórceps de partería" (1882), y fue el editor fundador de "The Obstetrical Journal of Great Britain and Ireland" (1873-1876). La arqueología era una de sus aficiones; fue miembro electo de la Sociedad de Anticuarios de Londres (1877) y publicó la historia de la Abadía de Roche (1870).

## Primeros años y educación
James Hobson Aveling nació el 25 de enero de 1828 en el distrito de Fenland, Cambridgeshire, conocido también como Elm, cerca de Wisbech, o Whittlesea, hijo de Ann (apellido de soltera Hobson; 1802-1873) y Thomas Aveling (1801-1835); los Aveling llevaban mucho tiempo vinculados a Cambridgeshire y su padre poseía una gran finca en el condado. Era el menor de tres hermanos, siendo su hermano mayor el ingeniero e inventor Thomas Aveling. Siendo aún un niño, su padre falleció y su madre se casó con el clérigo John D'Urban un par de años después y trasladó a la familia a Hoo, cerca de Rochester, en Kent.
Estudió medicina en la Universidad de Aberdeen, donde obtuvo una medalla en anatomía (1848), obtuvo el grado de MRCS (1851) y recibió los títulos de MB (1856) y MD (1857). Se dice que en algún momento de la década de 1850 estudió con el obstetra de Edimburgo James Young Simpson, quien descubrió las propiedades anestésicas del cloroformo.

## Carrera
Aveling ejerció por primera vez en Ecclesfield, cerca de Sheffield en South Yorkshire, en 1852, y luego se mudó a Sheffield en 1856, donde rápidamente estableció una clínica. Pronto comenzó a especializarse en el tratamiento de mujeres, y se hizo conocido por administrar cloroformo a las mujeres durante el parto. Fue profesor de obstetricia, ginecología y pediatría en la Facultad de Medicina de Sheffield. Comenzó a intentar recaudar fondos para un hospital de mujeres en la ciudad ya en 1857, y en 1863 fundó el Hospital para Mujeres de Sheffield (inicialmente de doce camas, más adelante conocido como el Hospital Jessop), que abrió sus puertas en 1864 en Figtree Lane; Su obituario en The Lancet y su entrada en el Oxford Dictionary of National Biography lo describen como uno de los primeros hospitales para mujeres de Inglaterra. Estuvo trabajando con el hospital como médico consultor hasta su muerte.

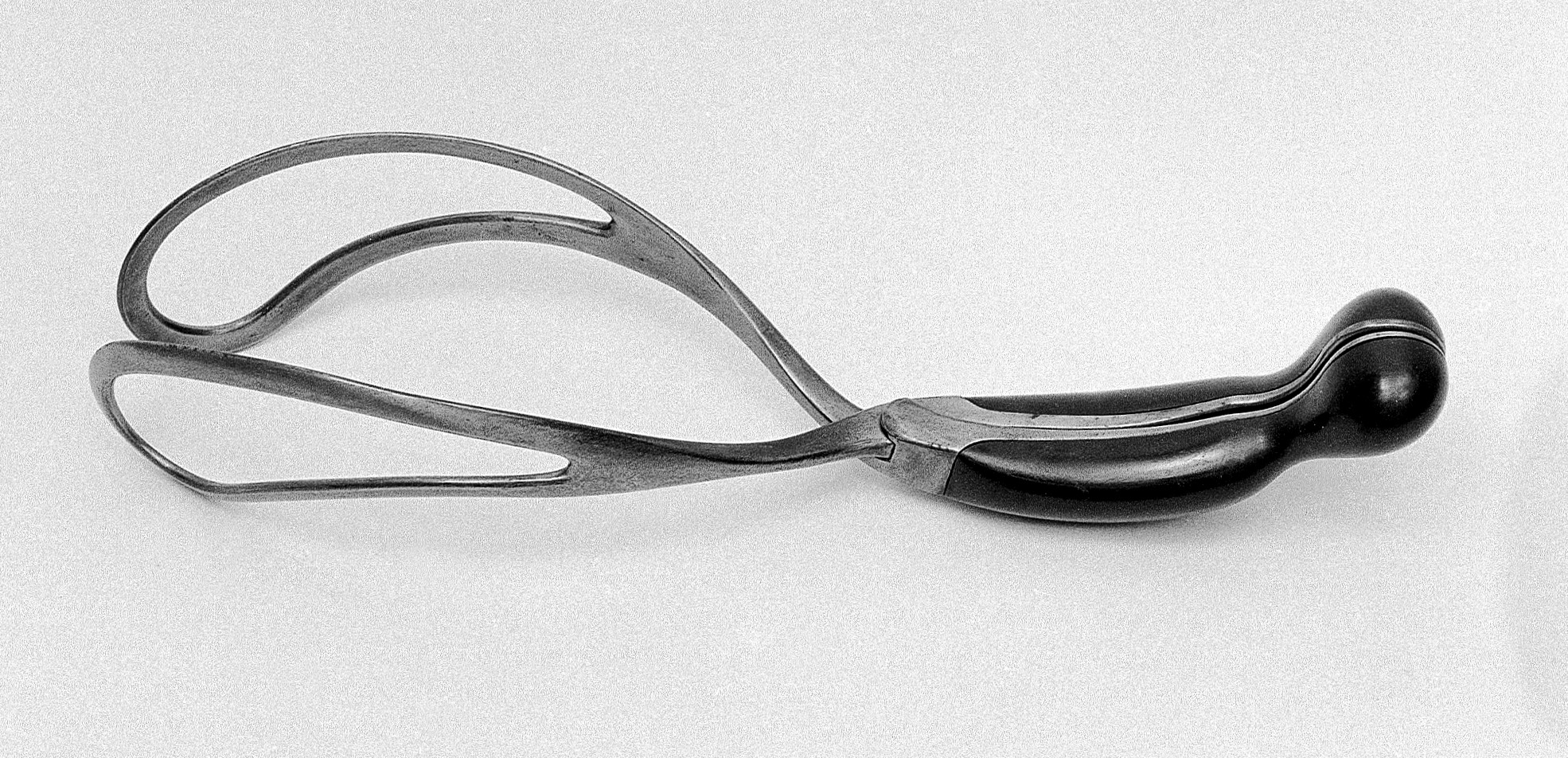
Pinzas de Aveling, mostrando el mango curvo

En 1868 dejó Sheffield, aparentemente porque su esposa estaba enferma, pero posiblemente para encontrar un rango más amplio de pacientes femeninas. Vivió brevemente en Rochester, donde trabajaba Thomas Aveling, antes de establecer una práctica en Upper Wimpole Street, Londres, en 1870 o 1871. Allí se especializó completamente en tratar mujeres y para fines de 1871, con Thomas Chambers y Robert Barnes, fundó un pequeño hospital de mujeres en King's Road en Chelsea, que sería conocido como el Chelsea Hospital for Women. Aunque al principio contaba con solo seis u ocho camas, el hospital creció rápidamente a sesenta camas. Aveling se convirtió en uno de los dos médicos principales del hospital (con Barnes). Se retiró en 1886 pero como siguió colaborando como médico consultor hasta su muerte. Durante su retiro también estuvo asociado con un nuevo hogar de convalecencia en St Leonards-on-Sea en Sussex, que abrió sus puertas en 1891.
Se interesó durante mucho tiempo en el trabajo de las parteras, abogando por una mejor educación y por exigir su registro. J. Watt Black, presidente de la Sociedad Obstétrica de Londres, lo consideraba el principal defensor del registro obligatorio. Aveling se desempeñó como examinador desde el inicio de la junta examinadora (voluntaria) de la Sociedad Obstétrica para parteras (1872), y presidió la junta (1878-1882).

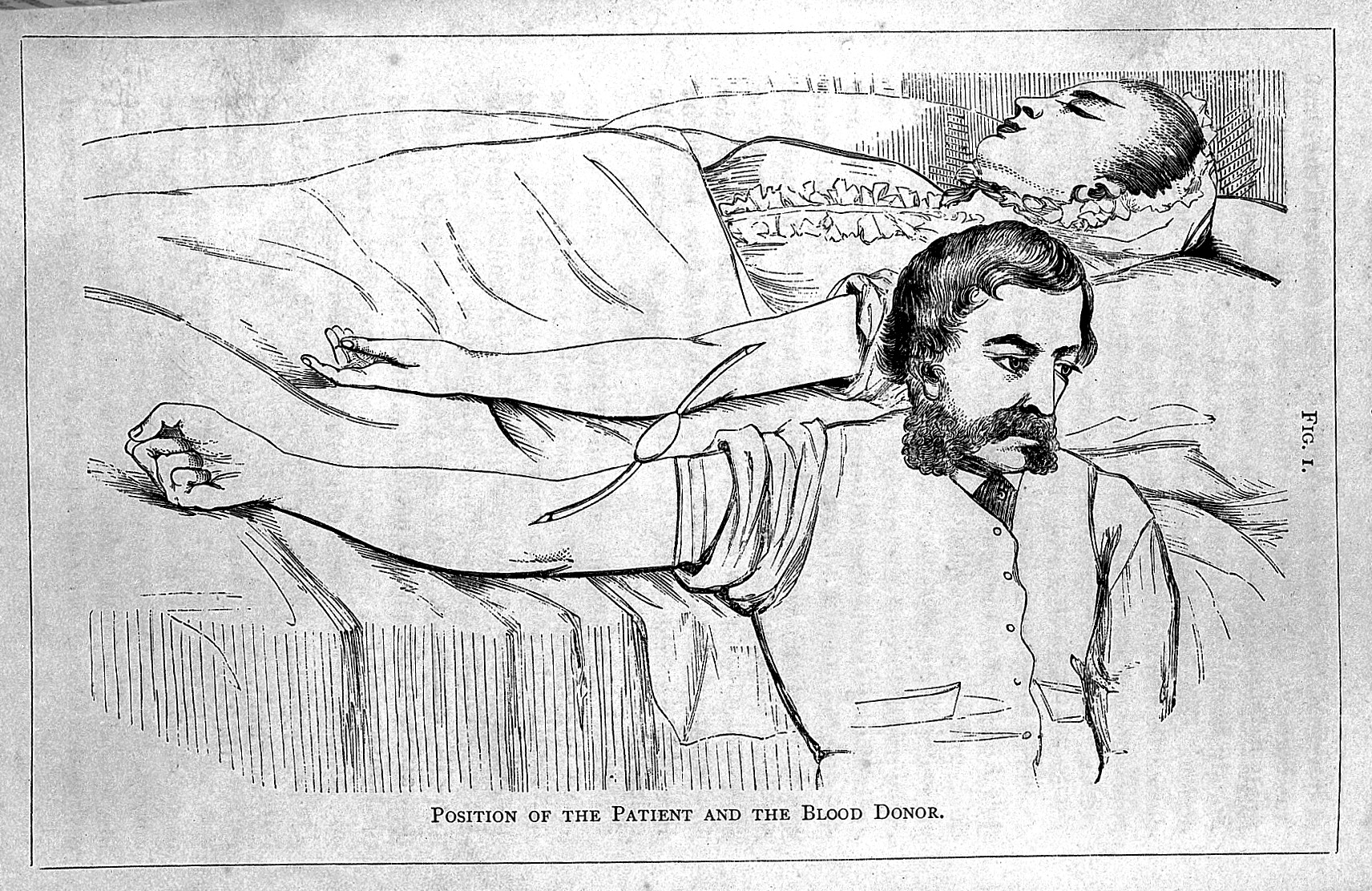
Transfusión de sangre, de su artículo de 1873

Como inventor médico, modificó las pinzas obstétricas estándar, introduciendo una curva perineal en el mango (1868), e inventó las suturas de perdigones y espirales, el poliptrito (un dispositivo para destruir pólipos endometriales; 1862), el repositor sigmoideo (un dispositivo para tratar la inversión uterina crónica; 1878), y un aplicador de tubo de vidrio para tampones menstruales. El depósito, una copa de madera sostenida por un elástico unido a soportes metálicos con forma de sigmoides, fue el dispositivo más exitoso para los casos de inversión uterina, y todavía se recordaba en 1967. Inventó un aparato para la transfusión de sangre, con cánulas de plata conectadas por tubos de goma con una pera central para bombear, con el que realizó una transfusión directamente entre una mujer con sangrado posparto y su cochero en 1872.También experimentó sin éxito con la transfusión de sangre animal (cordero). Fue uno de los primeros en usar cloroformo como anestésico en el parto, y fue un defensor del uso de la electricidad para tratar enfermedades de la pelvis, particularmente cánceres uterinos, siguiendo a Georges Apostoli.
Su obituario en el British Medical Journal lo describe como un «hombre capaz, trabajador incansable y un profesional concienzudo», mientras que el de The Lancet lo caracteriza no solo como un «trabajador serio», sino también como excepcionalmente «original» e «inventivo».

## Literatura, edición y sociedades
Como escritor, es reconocido por sus contribuciones a la documentación de la historia de la obstetricia, en particular por su libro "Las parteras inglesas: su historia y perspectivas" (1872), descrito en 1967 como un "clásico menor de la historiografía obstétrica" por sus vívidos retratos de 65 parteras a lo largo de un período de 300 años. Otras historias suyas son "Memorials of Harvey" (1875) y "The Chemberlens and the Midwifery Forceps" (1882), sobre los inventores del fórceps obstétrico. También escribió monografías médicas, entre ellas "The Influence of Posture on Women in Gynecic and Obstetric Practice" (1878) y "On the Inversion of the Uterus" (1886). Fue el editor fundador de The Obstetrical Journal of Great Britain and Ireland (1873–76), y estuvo entre los miembros iniciales de la Obstetrical Society of London (1859), así como de su grupo disidente, la British Gynaecological Society (1884), de la que fue el vicepresidente fundador.
Además de sus trabajos en el campo médico, se interesó por la arqueología y publicó Historia de la Abadía de Roche (Yorkshire) desde su fundación hasta su disolución (1870), así como Fábulas, un libro en verso (1886). Fue elegido miembro de la Sociedad de Anticuarios (1877) y fue presidente de la Sociedad Literaria y Filosófica de Sheffield (1865).

## Vida personal
Se casó con Charlotte Jane Bryce (1829-1896) el 19 de abril de 1853 en Edimburgo; cuyo padre era pastor de la Iglesia Libre de Escocia en Aberdeen. El matrimonio no tuvo hijos.
Aveling falleció de fiebre tifoidea el 12 de diciembre de 1892 en Upper Wimpole Street, Londres. Sus restos fueron incinerados en el Crematorio de Woking.

## Publicaciones seleccionadas
Fuente:

### Libros y monografías
- Sobre la litotomía vaginal (JE Adlard; 1864), folleto reimpreso de Transactions of the Obstetrical Society of London
- Historia de la Abadía de Roche (Yorkshire) desde su fundación hasta su disolución (Robert White; 1870)
- Parteras inglesas, su historia y perspectivas (Churchill, 1872; reimpreso por Elliott, 1967, con una introducción biográfica de John L. Thornton)
- Sobre la anidación en la hembra humana (1874)
- Memoriales de Harvey: incluye una carta y autógrafos en facsímil (J. & A. Churchill, 1875), folleto
- La influencia de la postura en las mujeres en la práctica ginecológica y obstétrica (J. y A. Churchill; 1878)
- Los Chemberlen y las pinzas de obstetricia: memoriales de la familia y un ensayo sobre la invención del instrumento (J. & A. Churchill; 1882)
- Sobre la inversión del útero: con once casos tratados con éxito por el repositor sigmoideo (J. & A. Churchill; 1886)
- Fábulas, un libro en verso (Longmans, Green, and Co.; 1886)
- El diagnóstico y el tratamiento eléctrico de la gestación extrauterina temprana (John Bale & Sons, 1888), folleto

### Trabajo de investigación
- J. H. Aveling (1873). Transfusión inmediata en Inglaterra: siete casos y el método quirúrgico del autor. The Obstetrical Journal of Great Britain and Ireland 289: 311[9]